# Castello di Monticelli d'Oglio
Il castello di Monticelli d'Oglio è un castello medievale che sorge presso Monticelli d'Oglio, frazione di Verolavecchia in Provincia di Brescia, su una collina di origine fluviale posta a fianco del centro abitato.

## Storia
Venne edificato nel corso del X secolo per mano del Monastero di Santa Giulia di Brescia e affidato a feudatari. Nel 1022 il primo documento riguardante il Castello consiste in una bolla imperiale dell'Imperatore Enrico II, volta a porre sotto sua protezione la vedova Gonfalda e il figlio Ruggero e tutti i loro averi, compresa la fortificazione di Monticelli. La protezione imperiale non era un privilegio a tutti gli effetti ma più un metodo per impedire ai feudatari di impossessarsi di feudi minori accrescendo i propri possedimenti.
Nel 1106 la fortezza andò in eredità ai Martinengo, nobile famiglia bresciana di origine longobarda, che decisero di fortificarla per contrastare il vicino Castello di Monasterolo, sorto per mano cremonese lungo l'altra sponda dell'Oglio. Nel corso del Basso Medioevo il Castello di Monticelli venne più volte interessato dai conflitti tra Brescia e Cremona a causa della sua posizione strategica tra il Castello di Pontevico e quello di Quinzano. Il 7 luglio 1308 all'interno della Rocca venne proclamata pace tra i comuni di Brescia e Cremona.
Agli inizi del XV secolo alcuni ghibellini cercarono alleanze per ribaltare la Signoria di Brescia ma vennero sconfitti dal Signore Pandolfo IV Malatesta che li uccise o privò dei beni, tra i quali figurava anche il Castello che l'11 febbraio 1411 fu venduto alla famiglia Provaglio che ne mantenne la proprietà fino al XIX secolo.
Nel corso del XIX secolo gran parte del castello fu demolito ed i mattoni vennero impiegati per l'ampliamento del mulino di Monticelli, già presente dal XV secolo.